# Антон Гандонльєр
Антон Олександрович Гандон (нар. 17 лютого) — український студент та мікроблогер, який здобув локальну популярність у студентських колах НТУУ «Київський політехнічний інститут» через низку скандалів та епатажних витівок. Відомий своїми спробами побудувати образ «консервативного інтелектуала» та «борця з системою».

Ранні роки та освіта
Народився у 2007 році. За наявними даними, у 2024 році закінчив середню школу, відому в мережі під неофіційною назвою «Підсос». Деталі його шкільного життя невідомі, проте сам Антон у своїх дописах натякав на «ідеологічні конфлікти» з педагогічним складом, що, на думку критиків, є спробою створити собі біографію «вільнодумця» з юних років.
У 2024 році вступив до НТУУ «КПІ» на Інженерно-хімічний факультет. Майже одразу після початку навчання Антон Гандон розпочав активну діяльність у студентських пабліках та соціальних мережах, що, за свідченнями інших студентів, негативно позначилося на його навчанні.

Формування публічного образу
З перших місяців навчання в університеті Антон почав активно формувати свій публічний образ. Несподівано для свого оточення, він почав позиціонувати себе як переконаного «гетеросексуаліста та хіміка». Це викликало подив, оскільки, за словами його одногрупників, до цього моменту він не виявляв ані глибокого інтересу до хімії як науки, ані потреби публічно декларувати свою орієнтацію.
Критики вважають, що такий вибір самоідентифікації був суто прагматичним. В умовах сучасного студентського середовища, де панує різноманіття поглядів, Антон обрав образ «традиціоналіста», щоб штучно створити конфлікт і привернути до себе увагу. Його заяви часто мали провокаційний характер і були спрямовані на отримання легкої популярності через обурення опонентів.

Скандали та діяльність
Незважаючи на нетривалий час перебування в університеті, Антон Гандон уже встиг стати фігурантом кількох скандалів:
Створення телеграм-каналу «Хімічний погляд»: Наприкінці 2024 року Антон створив телеграм-канал, де, за його словами, планував «розвінчувати псевдонаукові гуманітарні теорії з позиції точних наук». На практиці канал швидко перетворився на майданчик для особистих образ опонентів, поширення недостовірної інформації та самопіару. Через численні скарги канал був тимчасово заблокований.
Збір коштів на «незалежний студентський проєкт»: На початку 2025 року Антон оголосив збір коштів на створення «дискусійного клубу». Однак після збору певної суми він так і не надав жодних звітів про використання коштів, а сам клуб не провів жодного засідання. Це викликало звинувачення у шахрайстві серед студентів, що зробили пожертви.
Конфлікт з куратором: За непідтвердженою інформацією, Антон Гандон перебуває на межі відрахування через систематичні пропуски занять та конфлікт із куратором академічної групи, якому він публічно дорікав у «ідеологічній упередженості».

Сприйняття та критика
Більшість студентів та викладачів сприймають діяльність Антона Гандона скептично, розглядаючи його як типового «високого підора», що прагне популярності будь-якими методами. За ним міцно закріпилося зневажливе прізвисько, яке є алюзією на його прізвище та манеру поведінки.
Згодом, як іронічна відповідь на його спроби створити навколо себе коло послідовників та культ власної особи, опоненти почали саркастично називати його «першим гандоносексуалом». Це прізвисько мало на меті висміяти його надмірну самозакоханість у власний скандальний образ, ніби він єдиний, хто може відчувати «романтичний або естетичний потяг» до настільки одіозної фігури, якою сам і став.